# Weingut Franz Hirtzberger

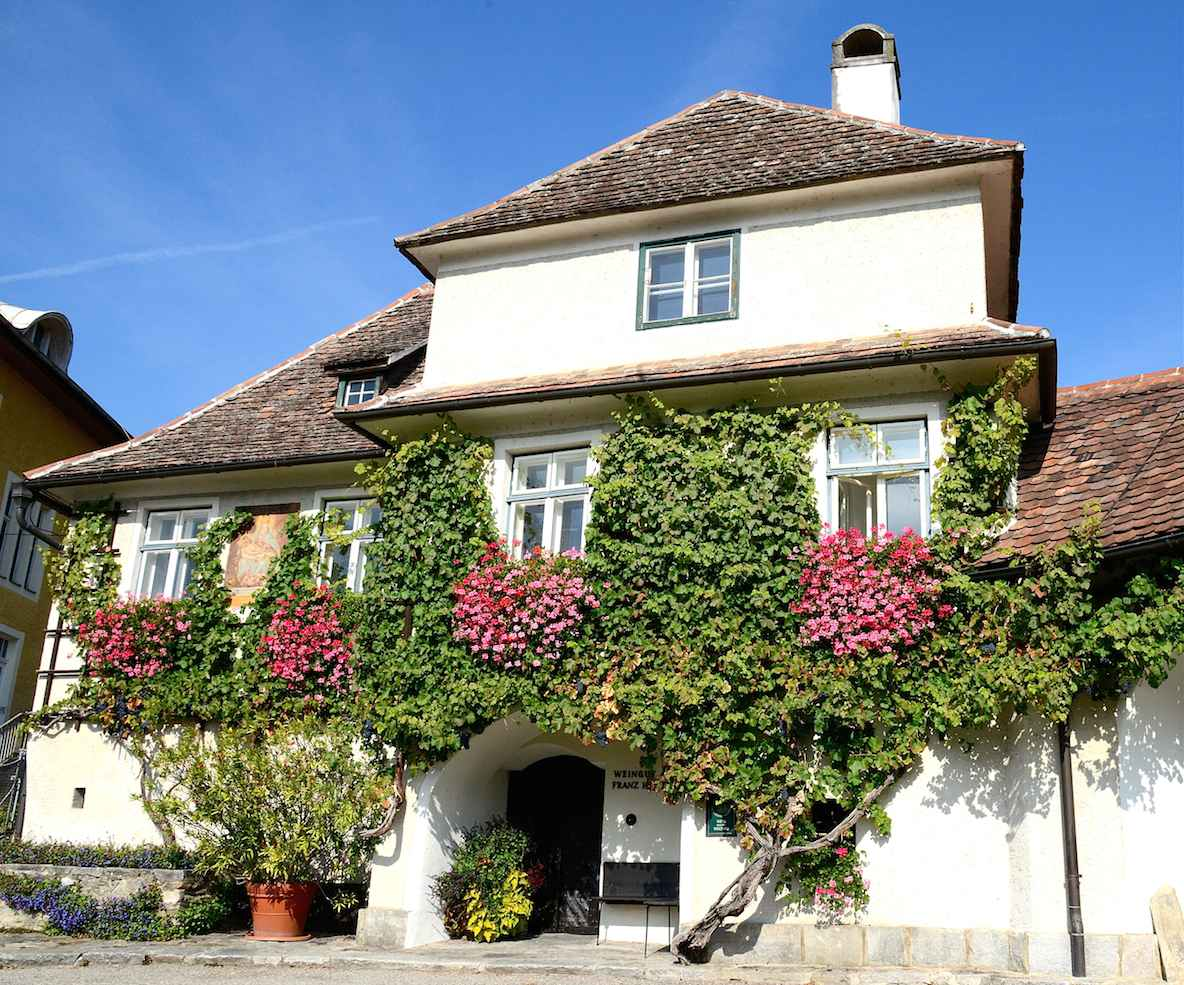
Weingut Franz Hirtzberger

Das Weingut Franz Hirtzberger in Spitz ist ein österreichisches Weingut im Weinbaugebiet Wachau in Niederösterreich.

## Geschichte
Im Jahr 1983 übernahm Franz Hirtzberger (* 24. Mai 1950) in der fünften Generation das Weingut, strukturierte es neu und baute es aus. Viele Terrassenlagen wurden unter seiner Betriebsführung rekultiviert. Für seine Verdienste wurde er 2024 mit der Vinaria Trophy für das Lebenswerk ausgezeichnet. 2025 verlieh ihm seine Heimatgemeinde Spitz an der Donau die Ehrenbürgerschaft.

## Rebsorten
Die Rebfläche beträgt 25 Hektar (Stand 2022), wovon 99 % mit weißen Rebsorten, hauptsächlich Grüner Veltliner und Rheinriesling, bestockt sind. Die bekanntesten Weine sind der Grüne Veltliner Honivogl und die Rheinrieslinge aus den Lagen Singerriedel und Hochrain.